# Faraoani
Faraoani (ungarisch Forrófalva) ist ein Dorf und administratives Zentrum der gleichnamigen Gemeinde im Kreis Bacău in Rumänien.
Die Gemeinde Faraoani hat insgesamt 5785 Einwohner, eine Fläche von 3892 Hektar. Der einst genannte Ort Valea Mare ist heute Ortsteil Faraoanis.

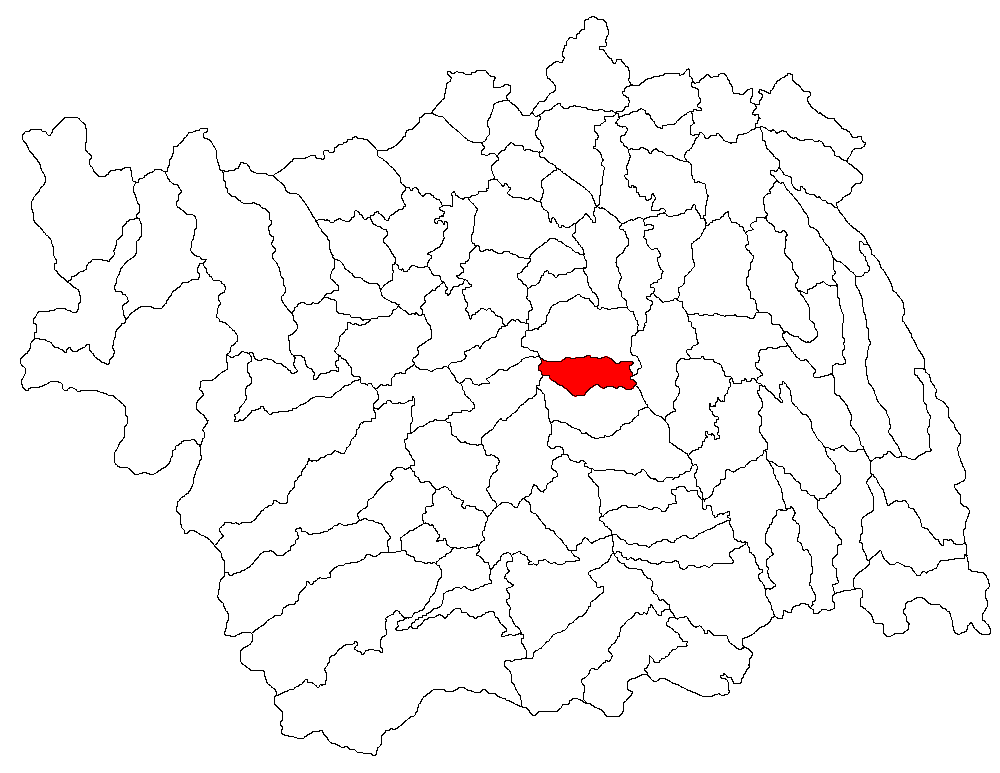
Lage von Faraoani im Kreis Bacău

Faraoani wurde 1420 erstmals schriftlich erwähnt.
Das Dorf liegt auf einer Höhe von 260 m am rechten Ufer des Sereth im Zentrum des Kreises Bacău im Westen der historischen Landschaft Moldau 16 km südlich von Bacău. Faraoani besitzt eine Bahnstation an der Bahnstrecke București–Galați–Roman. Durch die Ortschaft verläuft die Drum național 2 / E 85.

## Söhne und Töchter der Ortschaft
- Anton Coșa (* 1961), röm.-kath. Bischof von Chișinău (Moldawien)
- Ioan Duma (1896–1981), Franziskanerminorit und Geheimbischof der Römisch-katholischen Kirche in Rumänien